# Huaxia
Huaxia is de naam die in de Chinese wereld vaak wordt gebruikt om China en de Chinese beschaving aan te duiden. 
Het is ook de naam van een Chinees computerspel.

## Geschiedenis
De naam werd voor het eerst beschreven in het Commentaar van Mijnheer Zuo op de Lente- en Herfstannalen 《春秋左傳正義》. Daarin staat: China heeft veel hoffelijkheid en ceremonies, wat men in oud-China "xia" noemde; en China heeft veel mooie kledingstukken en onderdelen, wat men in oud-China "hua" noemde. 
pinyin: "Zhongguo you li yi zhi da, gu cheng xia; you fu zhang zhi mei, wei zhi hua"; 
Standaardkantonees: "Chong Kôk Yauw Laj Yie Chie Taai, Goe Tsing Haa; Yauw Fok Cheung Chie Meej, Waj Chie Waa"; 
traditioneel Chinees: 「中國有禮儀之大，故稱夏；有服章之美，謂之華」
De mythische keizer Huangdi wordt gezien als de voorouder van het volk Huaxia dat vroeger uit Han-Chinezen bestond die rondom de Gele Rivier leefden. Later zijn ook de volken Miao, Dongyi (Yi) en andere volken bij de huaxia gaan horen.